# Philipp av Württemberg

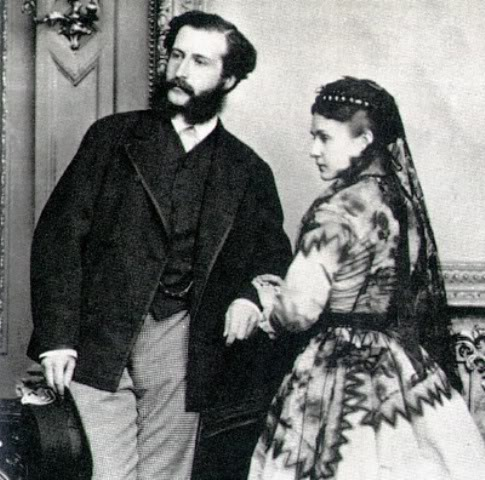
Philipp av Württemberg och Maria Theresia av Österrike-Teschen som nygifta

Philipp av Württemberg, född 30 juli 1838 i Neuilly-sur-Seine, död 11 oktober 1917 i Stuttgart, hertig av Württemberg, son till Alexander av Württemberg och Marie av Bourbon-Orléans. Dotterson till Ludvig Filip I av Frankrike och därigenom kusin till bland andra Leopold II av Belgien och Ferdinand av Bulgarien.
Gift i Wien 1865 med Maria Theresia av Österrike-Teschen (1845-1927), dotter till ärkehertig Albrecht av Österrike-Teschen.

## Barn
- Albrecht, hertig av Württemberg (1865-1939), gift med Margaretha Sophie av Österrike
- Maria Amalie Hildegard (1865-1883)
- Maria Isabella (1870-1904), gift med Johann Georg av Sachsen (1869-1938)
- Robert (1873-1947, gift med Maria Immakulata av Österrike
- Ulrich (1877-1944)